# کنگوریلا
کُنگوریلا (به انگلیسی: Congorilla) که در اصل شخصیتی انسان به نام کنگو بیل بود، یک شخصیت خیالی ابرقهرمان در کتاب‌های کامیک آمریکایی منتشر شده توسط دی‌سی کامیکس است. این شخصیت توسط نویسنده ویتنی الزورت و طراح جرج پاپ خلق شده‌است؛ که برای اولین بار در شمارهٔ ۵۶ از مجموعه مور فان کامیکس (ژوئن ۱۹۴۰) حضور پیدا کرد.
کنگو بیل یک شکارچی، ردیاب، کاوشگر، تیراندازی ماهر، ورزشکاری عالی و رزمی‌کاری حرفه‌ای بود که در یک زمانی قادر به مبادله بدن خود با یک گوریل طلایی افسون‌زده و قدرتمند شد. بیل پس از نابود شدن بدن انسانی‌اش، تا کنون و به طور دائم دارای جسم گوریل طلایی است.